# El bosque animado, sentirás su magia
El bosque animado (en gallec: O bosque animado) és una pel·lícula de animació per ordinador de l'any 2001, guanyadora de dos premis Goya, de Dygra Films, dirigida per Ángel de la Cruz i Manolo Gómez. Es va estrenar el 3 d'agost de 2001. El seu guió està basat en l'obra homònima de Wenceslao Fernández Flórez, novel·la per la qual es va interessar en el seu moment els estudis de Walt Disney, i que va ser portada prèviament a les pantalles pel director José Luis Cuerda.
Va ser preseleccionada per a competir pel Premi Oscar a la Millor pel·lícula d'animació, i fou la primera pel·lícula espanyola a haver aconseguit aquest reconeixement, posteriorment també van ser preseleccionades Planet 51 i El lince perdido.
La seva producció, en la qual van intervenir més de 400 persones i es van invertir 550 milions de pesseta, va durar 4 anys. En la banda sonora del film s'inclouen dos cançons interpretades per Luz Casal, qui va ser una d'elles guardonada amb el Goya a la millor cançó original.

## Argument
Tots els dies el sr. D'Abondo i el seu criat Rosendo són a la farga de Cecebe fins que uns dies uns homes amb granota blava planten un pal telefònic que resulta ser una miqueta envanit. I comencen els problemes. Furi, un talp petit i simpàtic secretament enamorat de Linda, qui contínuament l'està atiant perquè venci les seves pors i la seva timidesa i sigui feliç. Quan sembla que Furi ha decidit declarar-li el seu amor a Linda, descobreix que aquesta ha desaparegut i amb ella tota la colònia de talps de la farga, caçats pels humans. La gata Morriña, el ratolí Piorno, la cuca de llum Luci, l'arbre Carballo, entre altres habitants del bosc, s'aliaran per a solucionar els problemes de la farga i portar de nou l'harmonia i la felicitat a… el bosc animat.

## Taquilla
El bosque animado va aconseguir un total d'1.951.816,29 € a les sales espanyoles en convocar a més de mig milió d'espectadors (509.186).

## Premis
XVI Premis Goya
| Categoria                    | Persona                                          | Resultat   |
| ---------------------------- | ------------------------------------------------ | ---------- |
| Millor pel·lícula d'animació | Millor pel·lícula d'animació                     | Guanyadora |
| Millor cançó original        | "Tu bosque animado" (Luz Casal i Pablo Guerrero) | Guanyadors |

I edició del Festival Internacional de cinema del Sàhara
| Categoria         | Resultat   |
| ----------------- | ---------- |
| Millor pel·lícula | Guanyadora |